# Uroxys inconspicuus
Uroxys inconspicuus är en skalbaggsart som beskrevs av Edgar von Harold 1868. Uroxys inconspicuus ingår i släktet Uroxys och familjen bladhorningar. Inga underarter finns listade i Catalogue of Life.